# Projeto Cerrado Verde

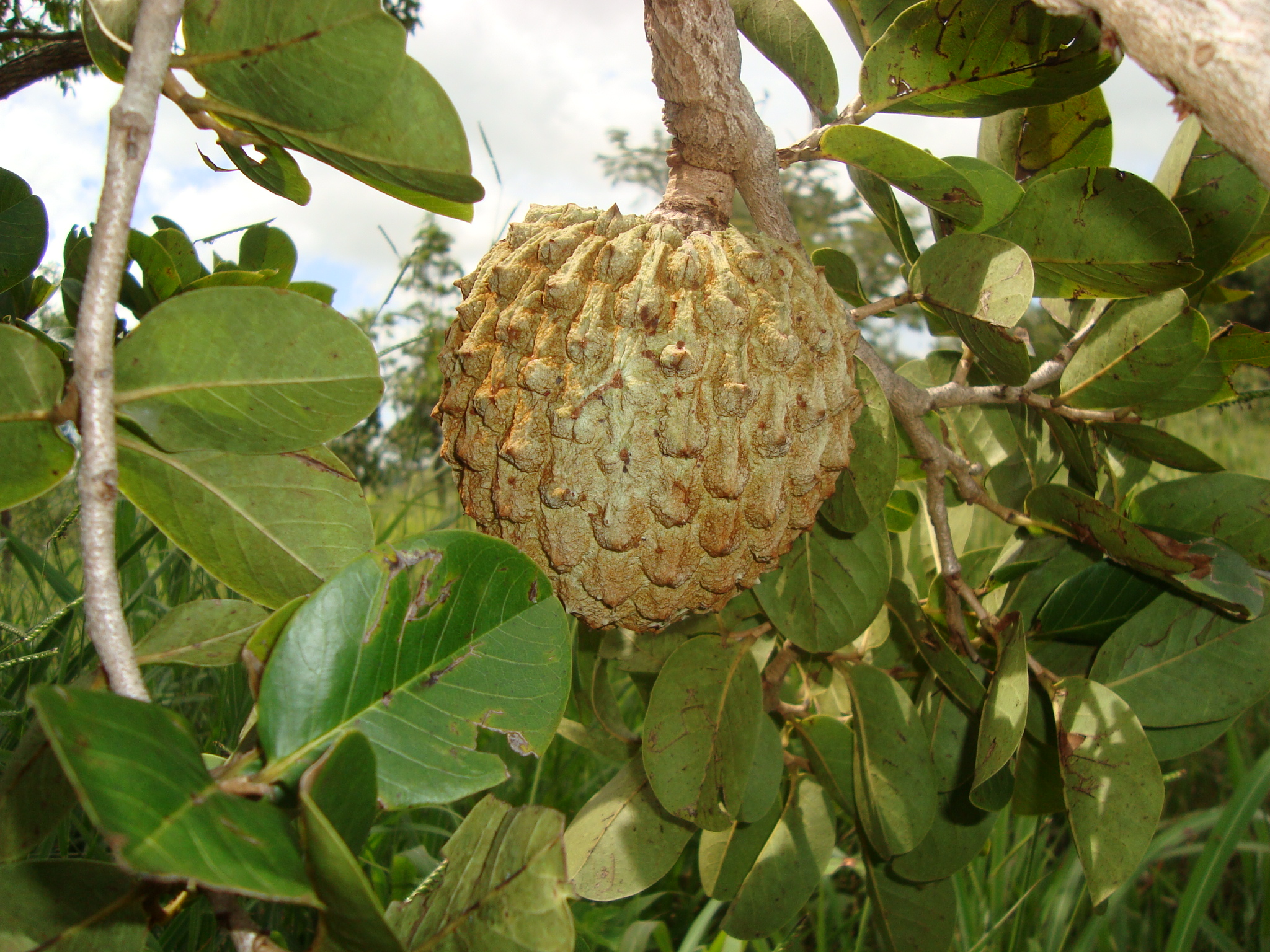
Fruto do Araticum em árvore nativa do local em janeiro de 2009

O Projeto Cerrado Verde é uma iniciativa particular de restauração da flora do cerrado. 

## Histórico
Em janeiro de 2008 a Fazenda Santa Bárbara no município de Orizona - Goiás destinou uma pequena área intocada de cerrado para re-introdução de plantas nativas visando observar as alterações na flora e fauna do local. A área de pouco mais que um hectare é acidentada, terreno arenoso com pedras, típicos da região de cerrado aberto. 
Foram plantadas 120 mudas de plantas ornamentais e frutíferas, com espaçamento de 3-5m entre as covas, visando melhor adaptação das novas plantas com a flora existente. As espécies são: baru, cajuzinho do cerrado, ipê amarelo, ipê rosa, angico-do-cerrado, mangaba e Bálsamo . Em janeiro de 2009 foi realizado o replantio de aproximadamente 10% de mudas que não properaram. 

## 
- Localização do projeto.